# Cerisy-la-Salle
Cerisy-la-Salle ist eine französische Gemeinde mit 1.026 Einwohnern (Stand: 1. Januar 2022) im Département Manche in der Region Normandie. Sie gehört zum Kanton Quettreville-sur-Sienne im Arrondissement Coutances. Die Einwohner werden Cerisyais genannt.

## Geographie
Cerisy-la-Salle liegt 17 Kilometer südöstlich von Saint-Lô in der normannischen Bocage, einer mit einer großen Anzahl an Hecken als Begrenzung landwirtschaftlicher Felder durchzogenen Landschaft. Hier entspringt die Terrette und der Soulles begrenzt die Gemeinde im Süden. Nachbargemeinden sind Cametours im Norden, Carantilly im Norden und Nordosten, Dangy im Osten, Notre-Dame-de-Cenilly im Süden sowie Montpinchon im Westen.

## Bevölkerungsentwicklung
| 1962                       | 1968 | 1975 | 1982 | 1990 | 1999 | 2006 | 2018 |
| -------------------------- | ---- | ---- | ---- | ---- | ---- | ---- | ---- |
| 1074                       | 1031 | 966  | 912  | 1004 | 937  | 1033 | 1023 |
| Quellen: Cassini und INSEE |      |      |      |      |      |      |      |

## Kultur und Sehenswürdigkeiten
- Menhir La Roche Bottin
- Kirche Saint-Pierre-et-Saint-Paul aus dem 13./14. Jahrhundert
- Schloss Cerisy, erbaut von 1605 bis 1620, Monument historique, heute Centre culturel international, mit den regelmäßigen wissenschaftlichen Versammlungen "Colloque de Cerisy"

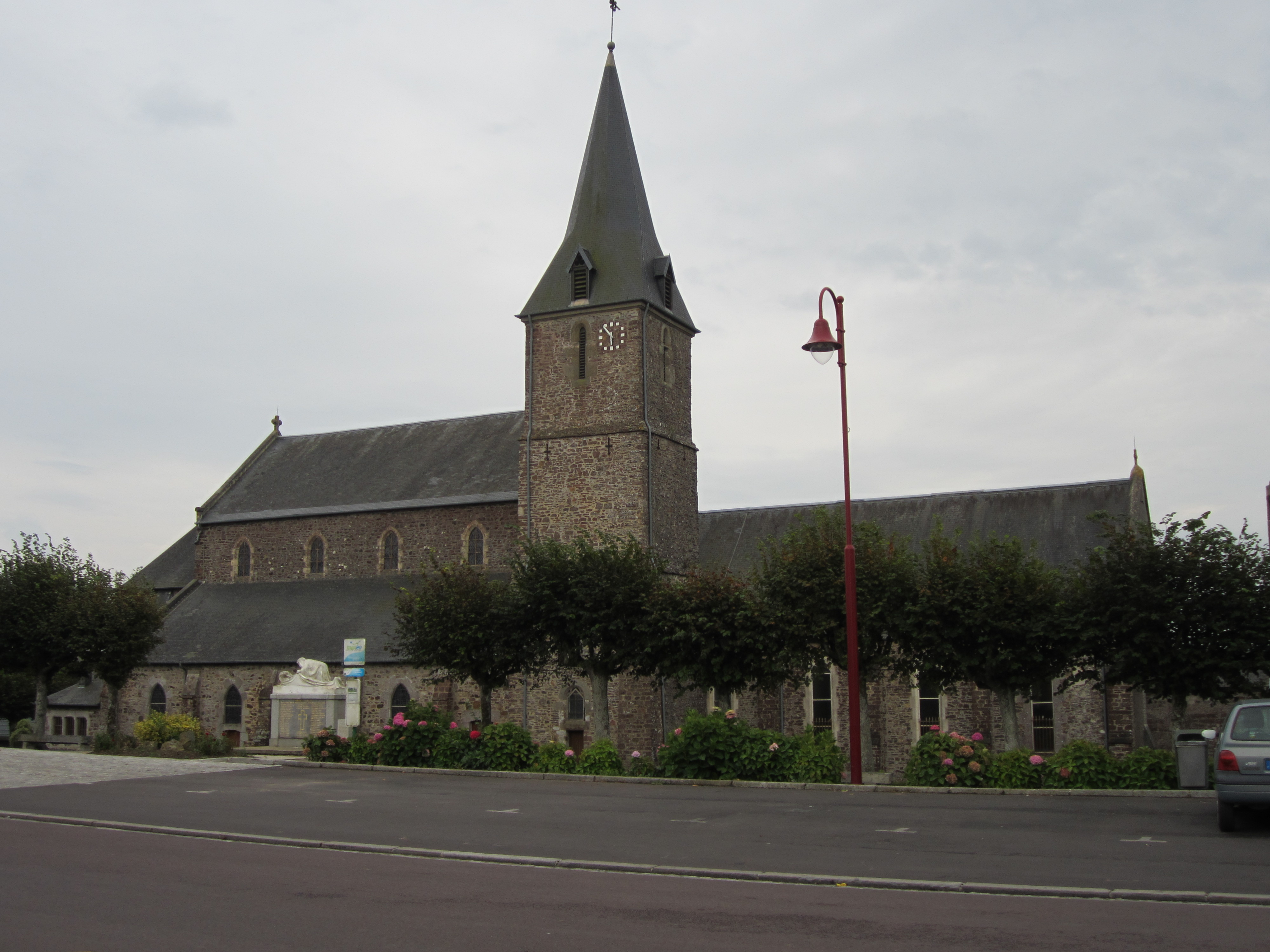
Kirche Saint-Pierre-et-Saint-Paul
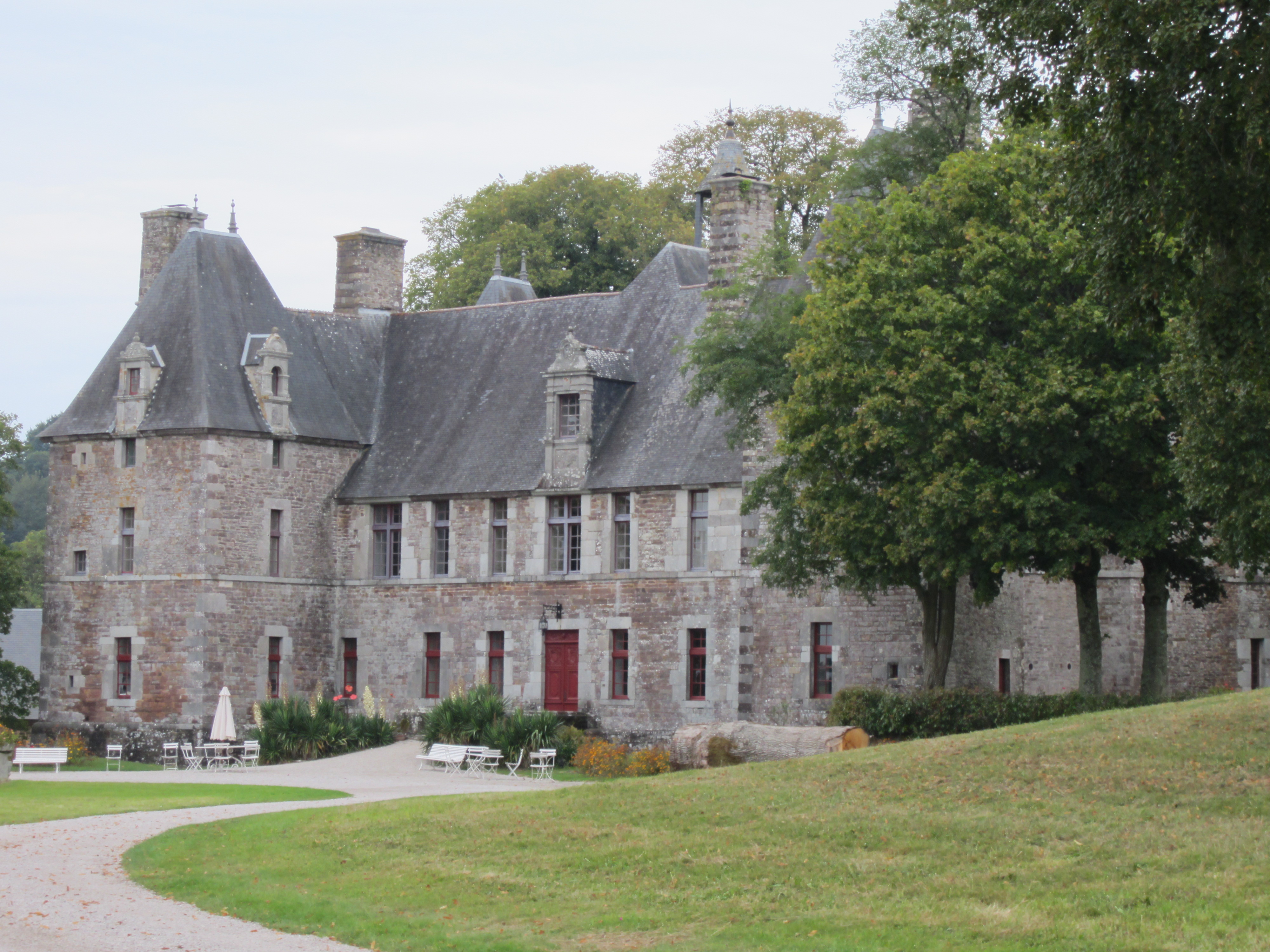
Schloss Cerisy

## Persönlichkeiten
- Pierre-Marie Osouf (1829–1906), Erzbischof von Tokio
- Anne Heurgon-Desjardins (1899–1977), Tochter von Paul Desjardins, Begründerin des Centre culturel international, das fortgeführt wird